# Сулейменов, Ибраим
 Ибрагим Сулейманов  (1911 Сарысу, Джамбульская область — 16 октября 1943 возле станции Изоча, западнее города Невеля, Псковской области, РСФСР, СССР) — советский снайпер, участник Великой Отечественной войны. Старшина. «Халық Қаһарманы» (Народный герой) (6 мая 2022, посмертно), кавалер ордена Ленина (1944, посмертно) и ордена Красной Звезды (1943).

## Биография
Родился в 1911 году в Сарысу. Казах, происходит из рода таракты. Работал трактористом, также занимался охотой.

### Боевой путь в Великой Отечественной войне
Был призван в Красную Армию осенью 1941 года. В ноябре 1942 года прибыл на фронт.
Служил в 100-й стрелковой бригаде. Боевое крещение в роли снайпера Ибрагим получил под Ржевом, где открыл свой снайперский счет (уничтожил 39 гитлеровцев).
Во время боев за Великие Луки уничтожил 111 оккупантов (довел счет до 150).
На армейском слете под Великим Луками, Сулейменов произнес такую речь:
Почему я стал снайпером? Я начал войну под Москвой. Я видел расстрелянных колхозников, колхозниц и их детей. Я входил в дома, и мне говорили люди, как издевались над ними гитлеровцы. Я видел в каждом доме горе, страдание... Я и сейчас не могу спокойно чувствовать себя.. Мне стало тяжело это видеть. Я поклялся в те дни стать снайпером. Почему я защищал Москву? Я казах, мой Казахстан далеко от Москвы. Но Москва – столица всего нашего Союза. Она и моя столица. Вот почему я защищал Москву. Но это не всё. Я подумал: если фашистов не остановить и не уничтожить, они могут дойти и до моего родного Казахстана. Я не успокоюсь до тех пор, пока хоть один гитлеровец будет топтать нашу землю. Я уничтожил 239 фашистов. Призываю и вас нести смерть оккупантам.Речь Ибрагима Сулейменова на армейском слете под Великими Луками
К 9 июлю 1943-го на снайперском счету Сулейменова было уже 239 немцев. В этот день командующим 3-й ударной армии генерал-лейтенантом К. Н. Галицким был представлен к званию «Герой Советского Союза», однако командующий Калининским фронтом генерал-полковник А. И. Ерёменко понизил награду и Сулейменов был награждён лишь орденом Ленина.
Во время войны получил 3 ранения.

## Гибель
16 октября 1943, на высоте 173,3 возле станции Изоча, западнее Невеля, произошел бой. Левый фланг взяла на себя пулеметчица Маншук Маметова, правый фланг взял Сулейменов. Маметовой и Сулейменовым были отбиты 2 атаки противника, в это время Сулейменов ликвидировал 12 солдат врага. К этому времени у советских солдат закончились боеприпасы и они начали отступать, Маметова и Сулейменов прикрывали отход советских войск. Когда у Сулейменова закончились патроны он бросился в рукопашный бой и во время рукопашного боя его настигла немецкая пуля.
На момент смерти на счету Сулейменова было 289 немцев.
Первоначально был похоронен в деревне Заиванье Невельского района, после войны перезахоронен в братской могиле советских воинов на Мемориальном комплексе в Невеле.
100-я стрелковая бригада за тот бой сделала представление на звание «Герой Советского Союза» на Маншук Маметову (посмертно), которое позже было присвоено.

## Память
- На доме[где?], где жил Сулейменов, установлена мемориальная доска.
- В городе Тараз его именем названа центральная улица.
- В городе Невель его именем названа улица.
- Известный казахский поэт Джамбул Джабаев посвятил Сулейменову стихи.
- В городе Тараз его именем названа школа

## Факты
- Известен факт о том, что некоторые немецкие солдаты боялись выходить на позиции, мотивируя это тем, что они могут попасть в прицел Сулейменова.
- Немецкие снайперы объявили войну Сулейменову, однако во всех стычках побеждал Сулейменов.

## Награды
- «Халық Қаһарманы» (Народный герой) (6 мая 2022 года, посмертно)[4];
- Орден «Отан» (6 мая 2022, посмертно);
- Орден Ленина (4 июня 1944, посмертно);
- Орден Красной Звезды (27 февраля 1943);
- Медаль «За боевые заслуги» (27 января 1943).